# Hemispheres
A Hemispheres a kanadai Rush együttes hatodik stúdióalbuma (összességében a hetedik nagylemeze), amely 1978-ban jelent meg a Mercury Records kiadásában. A felvételek az előző albumhoz hasonlóan a dél-walesi Rockfield stúdióban készültek Terry Brown hangmérnök/producerrel, míg a keverést a londoni Trident Studiosban végezték.
A lemez két epikus és két rövidebb dalból áll. A 18 perces lemeznyitó címadó szám az előző album Cygnus X-1 című dalának folytatása. A másik hosszabb lélegzetű mű a La Villa Strangiato, mely a Rush első instrumentális, ének nélküli szerzeménye. Geddy Lee basszusgitáros, énekes egy interjúban elmondta, hogy egyedül a La Villa Strangiato felvétele több időt vett igénybe, mint anno az egész Fly by Night albumé. A két rövidebb dal kislemezen is megjelent. Közülük a The Trees a „kollektivizmus példázata” Neil Peart dobos, szövegíró elmondása szerint.
Az album a 47. helyig jutott a poplemezek Billboard-listáján Amerikában, míg a brit albumlistán a 14. helyet érte el. A Hemispheres egy hónappal megjelenése után megkapta az aranylemez minősítést az USA-ban, a platinalemez státuszt azonban csak 15 évvel később, 1993 decemberében érte el. CD-n először 1990-ben jelent meg az album, majd 1997-ben a Rush Remasters sorozatban adták ki újra digitálisan feljavított hangzással.

## Az album dalai
1. Cygnus X-1 Book II: Hemispheres – 18:07
  - I: Prelude
  - II: Apollo – Bringer of Wisdom
  - III: Dionysus – Bringer of Love
  - IV: Armageddon – The Battle of Heart and Mind
  - V: Cygnus – Bringer of Balance
  - VI: The Sphere – A Kind of Dream
2. Circumstances – 3:42
3. The Trees – 4:46
4. La Villa Strangiato (instrumentális) – 9:36
  - I: Buenos Nochas, Mein Froinds!
  - II: To sleep, perchance to dream...
  - III: Strangiato Theme
  - IV: A Lerxst in Wonderland
  - V: Monsters!
  - VI: The Ghost of the Aragon
  - VII: Danforth and Pape
  - VIII: The Waltz of the Shreves
  - IX: Never turn your back on a Monster!
  - X: Monsters! (Reprise)
  - XI: Strangiato Theme (Reprise)
  - XII: A Farewell to Things

## Közreműködők
- Geddy Lee – ének, basszusgitár, Mini Moog, Oberheim polifonikus szintetizátor, Moog Taurus pedálszintetizátor
- Alex Lifeson – 6 és 12-húros elektromos gitár, ill. akusztikus gitár, klasszikus gitár, Roland gitárszintetizátor, Moog Taurus pedálszintetizátor
- Neil Peart – ütőhangszerek